# Колодино (Вологодская область)
Колодино — деревня в Белозерском районе Вологодской области.
Входит в состав Глушковского сельского поселения, с точки зрения административно-территориального деления — в Глушковский сельсовет.
Расстояние по автодороге до районного центра Белозерска составляет 9 км, до центра муниципального образования деревни Глушково — 2 км. Ближайшие населённые пункты — Глушково, Садовая, Шейкино.
Население по данным переписи 2002 года — 57 человек (32 мужчины, 25 женщин). Преобладающая национальность — русские (98 %).